# Abutilon pakistanicum
Abutilon pakistanicum är en malvaväxtart som beskrevs av Jafri et Ali. Abutilon pakistanicum ingår i släktet klockmalvor, och familjen malvaväxter. Inga underarter finns listade i Catalogue of Life.